# Hohenau (Paraguay)
Hohenau is een gemeente (in Paraguay un distrito genoemd) van 15.000 inwoners in het departement Itapúa in Paraguay, tegen de grens met Argentinië. 

## Geschiedenis
Hohenau werd gesticht op 14 maart 1900 door Duitse kolonisten. In de jaren dertig kwamen ook vele niet-Duitsers naar de stad, zoals Polen, Russen, Oekraïners, Fransen en Belgen. In 1958 volgde ook een grote golf Japanners. 